# حرب الغيمة الحمراء
حرب الغيمة الحمراء (بالإنجليزية: Red Cloud's War، يشار إليها أيضًا باسم حرب بوزمان أو حرب نهر باودر، بالإنجليزية: The Bozeman War or the Powder River War) كانت نزاعًا مسلحًا بين قبائل لاكوتا وشايان وأراباهو الشمالية من جهة وبين الولايات المتحدة الأمريكية في تبعيّتَي وايومنغ ومونتانا من الجهة الأخرى بين عامي 1866 و1868. خيضت الحرب من أجل بسط السيطرة على منطقة حوض نهر باودر الواقعة شمال وسط ولاية وايومنغ الحديثة. كانت هذه الأرض العشبية والغنية بالجواميس الأمريكية الأرض التقليدية لهنود الغراب في الأصل، غير أن قبيلة لاكوتا كانت قد بسطت سيطرتها عليها مؤخرًا آنذاك. احتفظت قبيلة الغراب بأحقيتها في الأرض المتنازع عليها وفقًا للمعاهدة الكبرى التي جرى التوصل إليها في فورت لارامي عام 1851، وكان كل المشاركين في «حرب الغيمة الحمراء» أطرافًا في تلك المعاهدة.
في عام 1863، شق الأمريكان ذوو الأصول الأوروبية طريق بوزمان المار في قلب المناطق التقليدية لقبائل شايان وأراباهو ولاكوتا، وكان ذلك أقصر المسارات من فورت لارامي وطريق أوريغون إلى مناجم الذهب في مونتانا وأسهلها. ومن عام 1864 حتى عام 1866، استُخدم الطريق من قبل نحو 3,500 شخص من عمال المناجم والمستوطنين المهاجرين وغيرهم ممن نافسوا الهنود على الموارد الآخذة بالتناقص قرب الطريق.
سمت الولايات المتحدة الأمريكية الحربَ تيمنًا بالغيمة الحمراء، وهو زعيم بارز لعشيرة أوغلالا من قبيلة لاكوتا تحالف مع قبيلتي شايان وأراباهو. وكان جيش الولايات المتحدة قد بنى الحصون عقب هجمات شُنت على مسافرين مدنيين، مستغلًا حقًا تضمنه المعاهدة بـ «إقامة الطرق والمحطات العسكرية وغيرها». توضعت الحصون الثلاثة في المنطقة التي كانت تابعة لهنود الغراب عام 1851 وقبلها أولئك الهنود، إذ رأوا أن السبيل الأفضل لحماية مصالحهم يكمن في التعاون مع جيش الولايات المتحدة.
انطوت حرب الغيمة الحمراء في معظمها على غارات وهجمات هندية مستمرة صغيرة المدى على الجنود والمدنيين في الحصون الثلاثة ضمن أراضي حوض نهر باودر، الأمر الذي كان من شأنه إنهاك هذه الحاميات. أما أكبر أحداث هذه الحرب، فهو معركة فيترمان (راح ضحيتها 81 رجلًا على جانب الولايات المتحدة)، التي كانت أقسى هزيمة عسكرية عانت منها الولايات المتحدة في منطقة السهول الكبرى قبل نشوب معركة لتل بيغ هورن في محمية هنود الغراب بعد عشر سنوات. «... خيضت أسخن المعارك وطيسًا بين الجيش وقبيلة لاكوتا [في ستينيات وسبعينيات القرن التاسع عشر] على أراضٍ سلبها أولئك الهنود من قبائل أخرى منذ عام 1851».
وبإرساء السلام بموجب معاهدة فورت لارامي في عام 1868، انتصرت قبيلة لاكوتا وحلفائها، إذ اكتسبوا سيطرة قانونية على أراضي حوض نهر باودر الغربية، وهدموا الحصون وأغلقوا طريق بوزمان بشكل نهائي. بيد أن انتصارهم لم يصمد أكثر من 8 سنوات قبل نشوب حرب سيوكس العظمى عام 1876، حين بدأت الولايات المتحدة تأخذ بعضًا من مناطقهم من جديد، بما فيها منطقة بلاك هيلز المقدسة. وخسر هنود الغراب أراضي صيدهم في منطقة نهر باودر لصالح أعدائهم، فبموجب المعاهدة «... كانت الحكومة قد غدرت بهنود الغراب الذين ساعدوا الجيش طائعين ليحافظ على مواقعه طيلة سنتين».